# المغرب (جريدة)
جريدة المغرب هي الثالثة في الترتيب بين ثمان صحف أصدرها الشيخ إبراهيم أبو اليقظان في الجزائر بين عامي 1926 و1938. صدر من جريدة المغرب 38 عدداً في الفترة من 29 مايو 1930 وحتى 9 مارس 1931. أصدر أبو اليقظان جريدة المغرب عقب تعطيل الحكومة الاستعمارية لجريدته «ميزاب» في أول عدد منها. طبع 32 من أعداد المجلة بالمطبعة الإرشادية بحي «سان أوجين» بالعاصمة الجزائرية، وطبعت الأعداد الستة الأخيرة بالمطبعة العربية، التي أسسها أبو اليقظان في فبراير 1931. وقد رأى أبو اليقظان ـ مبالغة في لحيطة، وإبعاداً لعيون السلطة الاستعمارية التي تلاحق صحفه، أن يسند إدراة الجريدة إلى مساعده ورفيقه تعموت عيسى.

## وصلات خارجية
موقع الشيخ أبي اليقظان